# Zasjtatny gorod
Een zasjtatny gorod (Russisch: Заштатный город) was in het Russische Rijk (1721-1917) een plaats die wel de status van stad had, maar geen bestuurlijk centrum van een oejezd vormde. De naam betekent "onbeduidende" of "onbelangrijke" stad.

## Overzicht vanzasjtatnye goroda
Bij de volkstelling van 1897 waren de belangrijkste zasjtatnye goroda:
- Gouvernement Bessarabië - Bolgrad, Cahul, Kilija, Reni
- Gouvernement Vilnius - Droeja, Radosjkovitsji
- Gouvernement Vitebsk - Soerazj
- Gouvernement Vladimir - Ivanovo-Voznesensk, Kirzjatsj
- Gouvernement Vologda - Krasnoborsk, Lalsk
- Gouvernement Vjatka - Tsarjovosantsjoersk
- Gouvernement Grodno - Brjansk, Vasilkov, Goniondz, Dombrova, Drogitsjin, Klestsjeli, Knysjin, Koritsyn, Koeznitsa, Melnik, Narev, Novy Dvor, Odelsk, Sokolka, Soerazj, Soechovolja en Janov
- Oblast Dagestan - Derbent, Petrovsk
- Oblast Donlegioen - Aleksandrovsk-Chroesjevski, Nachitsjevan
- Gouvernement Jekaterinoslav - Loegansk
- Oblast Transkaspië - Kaachk, Kizil-Arvat, Tedzjen
- Gouvernement Irkoetsk - Ilimsk
- Gouvernement Kazan - Arsk
- Gouvernement Kaloega - Vorotynsk, Serpejsk, Soechinitsji
- Gouvernement Kovno - Vidzy, Sjadov
- Gouvernement Kostroma - Kady, Loech, Pljos, Soedislavl, Oenzja
- Oblast Koeban - Anapa, Jejsk, Temrjoek
- Gouvernement Koerland - Libava, Pilten, Jacobstadt
- Gouvernement Koersk - Bogaty, Miropole, Chotmyzjsk
- Gouvernement Koetaisi - Poti, Redoet-Kale
- Gouvernement Lijfland - Lemzal, Sjlok
- Gouvernement Minsk - Doksjitsy, Nesvizj
- Gouvernement Mogilyov - Babinovitsji , Kopys
- Gouvernement Moskou - Voskresensk
- Gouvernement Nizjni Novgorod - Perevoz, Potsjinki
- Gouvernement Orenburg - Iletskaja Zasjtsjita
- Gouvernement Penza - Verchni Lomov, Troitsk , Sjisjkejev
- Gouvernement Perm - Alapajevsk, Dalmatov, Dedjoechin
- Gouvernement Podolië - Bar, Verbovets, Salnitsa, Staraja Oesjitsa, Chmelnik
- Gouvernement Poltava - Glinsk, Gradizjsk
- Oblast Samarkand - Pendzjikent, Oera-Tjoebe
- Gouvernement Samara - Sergijevsk
- Gouvernement Sint-Petersburg - Gatsjina, Kronstadt, Narva, Oranienbaum, Pavlovsk
- Oblast Semipalatinsk - Kokpekty
- Gouvernement Stavropol - Svjatoj Krest
- Oblast Syr Darja - Turkestan
- Gouvernement Taurida - Balaklava, Bachtsjisaraj, Jenikale , Karasoebazar, Nogajsk, Orechov, Stary Krym
- Gouvernement Tambov - Kadom
- Gouvernement Tver - Krasny Golm
- Oblast Terek - Georgiejevsk, Mozdok
- Gouvernement Tomsk - Kolyvan, Narym
- Oblast Oeral - Iletsk
- Oblast Fergana - Stary Margilan, Tsjoest
- Gouvernement Charkov - Belopolje, Zolotsjev, Krasnokoetsk, Nedrigajlov, Slavjansk, Tsjoegoejev
- Gouvernement Cherson - Berislav, Bobrinets, Voznesensk, Grigoriopol, Doebarisary, Majaki, Novogeorgievsk, Novomirgorod, Ovidiopol, Olviopol, Otsjakov
- Gouvernement Tsjernigov - Berezna, Korop, Novoje Mesto, Pogar
- Gouvernement Jerevan - Ordoebad
- Gouvernement Estland - Baltiejski Port
- Gouvernement Jaroslavl - Petrovsk